# Charles Darrow

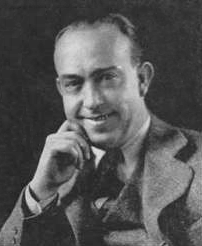
Charles Darrow

Charles Brace Darrow (* 10. August 1889; † 29. August 1967) war ein US-amerikanischer Spieleautor und Spieleverleger, der als vermeintlicher Erfinder des populären Brettspiels Monopoly bekannt wurde.
Darrow produzierte das Spiel 1934, bevor das Unternehmen Parker Brothers das 1935 an Darrow erteilte US-Patent 2026082 erwarb.
Es konnte jedoch nachgewiesen werden, dass Darrow nicht der Erfinder war und die Erfindung von Monopoly künstlich als marketingwirksame Legende aufgebaut worden war: 1973 erfand Ralph Anspach, Wirtschaftsprofessor an der San Francisco State University das Spiel Anti-Monopoly. Dafür wurde er von Parker Brothers verklagt. Der Gerichtsprozess ging durch alle Instanzen bis hinauf zum Supreme Court, wo man feststellte, dass Darrow die Spielidee tatsächlich gestohlen hatte. Er hatte die Regeln des 1904 von Elizabeth Magie veröffentlichten The Landlord’s Game (englisch für Das Vermieterspiel) direkt kopiert, wobei er sogar Rechtschreibfehler übernahm.
Da Darrow zu diesem Zeitpunkt allerdings bereits seit über sechs Jahren tot war, hatte dieser Prozess keinerlei Einfluss auf seine Popularität. Auch heute wird Charles Darrow noch in vielen unterschiedlichen Medien – und von Parker selbst – als namentlicher Erfinder von Monopoly zitiert.
2015 feierte das Unternehmen Hasbro das Datum des Verkaufs des U.S. Patents 748626 von Elizabeth Magie an Parker Brothers am 19. März 1935 als „Geburtstag“ des Spiels.